# Parque Nacional de Bukit Barisan Selatan
O Parque Nacional de Bukit Barisan Selatan é um parque nacional localizado em Sumatra, Indonésia. Possui uma área de 3.568 km² em três províncias: Lampung, Bengkulu e Sumatra do Sul. Foi fundado como um Santuário de Vida Selvagem em 1935, tornando-se Parque Nacional em 1982. Juntamente com os parques Gunung Leuser e Kerinci Seblat formam um "Patrimônio Mundial", o "Património das florestas tropicais ombrófilas de Sumatra". 
O parque tornou-se um refúgio para diversas espécies em perigo de extinção:
- Elefante-de-sumatra (cerca de 500 animais, ou 25% da população total para essa subespécie)
- Nesolagus netscheri
- Rinoceronte-de-sumatra (uma população estimada em 60-85 indivíduos)
- Tigre-de-sumatra (aproximadamente 40 tigres adultos ou 10% da população restante).